# Psychotria scitula
Psychotria scitula är en måreväxtart som beskrevs av Albert Charles Smith. Psychotria scitula ingår i släktet Psychotria och familjen måreväxter. Inga underarter finns listade i Catalogue of Life.